# IRA
 For alternative betydninger, se IRA (flertydig). (Se også artikler, som begynder med IRA)
IRA (Irish Republican Army – den irske republikanske hær). Oprindelig den irske oprørsbevægelse som kæmpede mod det britiske overherredømme. Efter Irland fik selvstyre, dannede dele af IRA-grundstammen i den irske hær. Den oprindelige organisation blev i 1969 splittet i to.
IRA blev grundlagt efter påskeoprøret i 1918 af Michael Collins og blev hurtigt den primære organisation i den irske frihedskamp mod det engelske overherredømme. IRA spillede en afgørende rolle i frihedskrigen mod Storbritannien 1918-21 og splittedes herefter i en fløj, der accepterede delingen af Irland, og i en anden der fastholdt kravet om et samlet Irland under én regering. En blodig borgerkrig endte med opretholdelsen af Irlands deling.
IRA fortsatte med at eksistere som en primært nordirsk organisation, ved en splittelse i slutningen af 1960'erne blev IRA nedlagt og andre organisationer dannet ud fra udbryder grupper, det var Det Officielle IRA, hvor de oprindelige IRA medlemmer meldte sig ind, og Det Provisoriske IRA (PIRA) som var størst og forsøgte at tage den rolle, som IRA havde haft inden Anden Verdenskrig.
I 1990'erne og begyndelsen af 2000 indgik PIRA i en ofte afbrudt fredsproces med Storbritannien for at finde en politisk løsning på det nordirske spørgsmål. Man nedlagde som et resultat heraf i 2005 den væbnede kamp og har siden under overvågning af den tidligere finske præsident Martti Ahtisaari og generalsekretær for ANC i Sydafrika, Cyril Ramaphosa, destrueret alle våben.
PIRA og deres politiske overbygning Sinn Fein har i tætte forhandlinger med den engelske regering under PM Tony Blair, skiftende irske premierministre og ledere af de loyalistiske organisationer forhandlet en fredsordning, som dels giver den irske republik medindflydelse i Nordirland og dels åbner for en fremtidig sammenslutning mellem Nord- og Sydirland, efter folkeafstemning.
Efter fredsslutningen og en række succesfulde valg til forsamlingen i Nordirland udgør den republikanske bevægelse nu den ene halvdel af Nordirlands regering og er i tæt samarbejde med de tidligere modstandere blandt loyalisterne.

## Sinn Fein og de seneste valg – største parti i Republikken Irland og næststørste i Nordirland
Politikken med at forlade den væbnede kamp og i stedet satse 100% på politisk arbejde i nord og syd har givet Sinn Fein stor fremgang.
Siden fredsslutningen i 1997 er IRA's rolle som væbnet organisation ophørt, og i stedet repræsenteres den republikanske bevægelse udelukkende af dens politiske gren Sinn Fein, som ved de seneste valg er gået frem i både Nordirland og i Eire, Den Irske Republik. I dag er Sinn Fein det med  24.5% af stemmerne det største parti i Republikken Irland  og med 22.8% af stemmerne det næststørste i Nordirland.

## Udbrydergrupper
- Det provisoriske IRA (PIRA), grundlagt i 1969, og den største gruppe.
- Det officielle IRA, de oprindelig IRA som blev i organisationen efter at PIRA blev dannet.
- Continuity IRA, (fortsættelses-IRA), brød ud fra PIRA i 1986.
- Real IRA (det virkelige IRA), oprettet efter PIRAs våbenhvile i 1997.